# Líber Vespa
Líber Ernesto Vespa Legarralde (ur. 18 października 1971 w Montevideo, zm. 25 lipca 2018 tamże) – urugwajski piłkarz występujący na pozycji pomocnika.

## Kariera klubowa
Vespa zawodową karierę rozpoczynał w 1991 roku w zespole Cerro. Jego barwy reprezentował przez 4 sezony. W 1994 roku odszedł do argentyńskiego Argentinos Juniors z Primera División Argentina. W 1996 roku spadł z zespołem do Primera B Nacional, ale po roku wrócił z nim do Primera División. W 1998 roku przeszedł do Rosario Central, także grającego w Primera División. W 1999 roku wywalczył z nim wicemistrzostwo fazy Apertura. W Rosario spędził 4 lata.
W 2002 roku Vespa został graczem innego zespołu Primera División, Arsenalu Sarandí. Pierwszy ligowy mecz zaliczył tam 28 lipca 2002 roku przeciwko Olimpo (1:0). W Arsenalu występował przez rok. W 2003 odszedł do Huracánu Tres Arroyos z Primera B Nacional. Grał w nim przez rok.
W 2004 roku Vespa wrócił do Cerro, a w 2005 roku przeszedł do Montevideo Wanderers, gdzie w 2006 roku zakończył karierę.

## Kariera reprezentacyjna
W reprezentacji Urugwaju Vespa zadebiutował 12 października 1997 roku w zremisowanym 0:0 meczu eliminacji Mistrzostw Świata 1998 z Argentyną. W tym samym roku został powołany do kadry na Puchar Konfederacji. Zagrał na nim w pojedynkach ze Zjednoczonymi Emiratami Arabskimi (2:0), Czechami (2:1), RPA (4:3), Australią (0:0, 0:1 po dogrywce) oraz ponownie z Czechami (0:1). Tamten turniej Urugwaj zakończył na 4. miejscu.
W 1999 roku Vespa znalazł się w zespole na Copa América. Na tym turnieju, zakończonym przez Urugwaj na 2. miejscu, wystąpił w meczach z Kolumbią (0:1), Ekwadorem (2:1), Argentyną (0:2) i Brazylią (0:3).
W latach 1997–1999 w drużynie narodowej Vespa rozegrał w sumie 12 spotkań.